# 一石英一郎
一石 英一郎（いちいし えいいちろう）は日本の医学者、科学者、内科医である。兵庫県神戸市出身。医学博士。

## 経歴[2]
京都府立医科大学医学部卒業、同大学大学院医学研究科 内科学専攻修了、東京大学大学院薬学研究科遺伝学教室 特別研究生、京都府立医科大学第一内科ゲノムタンパク機能研究室室長、東北大学未来科学技術共同研究開発センター助教授、国立大学法人北陸先端科学技術大学院大学 マテリアルサイエンス学科教授、東北大学大学院医学研究科 内科病態学客員教授、東北大学先進医工学研究機構 特別タスクリーダー／客員教授  を経て、国際医療福祉大学病院　内科学/予防医学センター 教授。
日本内科学会 指導医、日本消化器内視鏡学会 指導医、日本統合医療学会 指導医、日本抗加齢医学会 評議員/専門医、日本医師会認定産業医、高濃度ビタミンC療法認定医/キレーション療法認定医、米国ガン学会（AACR）正会員

## 来歴[4]
大学院時代は吉川敏一に師事し、活性酸素研究を行い、一酸化窒素の磁気共鳴装置によるスピントラップ剤の開発と評価を行う。その後、当時の大学研究部長西野輔翼の推薦もあり、東京大学大学院薬学研究科遺伝学教室に国内留学を特別研究生として派遣された。
この時に既に基礎研究が進められていた半導体技術を基盤にしたDNAチップ/マイクロアレイは、一度に数千、数万の解析を行う事は不可能であろうとされていた研究環境の中で意義があるとして、当時ほとんど行われていなかった国内で臨床応用を目指した。
この動きは当時1998年頃はほとんどの研究者は知らず、国内では理研グループが潜行して技術開発に努める位であった。その中で先見性を察知し当時、米国にて機器開発が進んでいたDNAチップ装置を国内にまず導入したのが当時京都府立医科大学第一内科の吉川敏一助教授であった（後に教授、学長）。
また当時大学の西野輔翼研究部長も同様に先見性を感じ、全国に【DNAチップ技術研究会】を立ち上げ、初代会長に中村祐輔氏（当時 東大医科研ゲノム解析センター長）が就任した。会員数は1年で2000人を超えるものであった。 この一連の流れの最初に一石の存在があった事が分かる。
また一石は、田中耕一氏がノーベル化学賞を受賞する3年前から既に、質量分析技術の臨床医学応用に着目し、当時藤沢の手広にあったサイファージェン社にサンプルを持込み足繁く通い、ヒト血清から網羅的代謝物解析により早期リウマチマーカー候補の発見に成功した。
後にこの技術がノーベル賞を受賞し、一石は以前から島津製作所のライフサイエンスセンターと交流があったので橋渡しを行い、彼が東北大学助教授として転出した後に、京都府立医科大学に島津製作所の質量分析の寄付講座が誕生している。
そして、一石は当時東北大学で西澤潤一元総長の流れを汲む未来科学技術共同開発センター助教授となり研究の場所を杜の都に移す事となる。
その後、東北大学においてDNAチップ/マイクロアレイの臨床応用に国内では早い段階から行い、東北大学と共同で国際特許出願（米国、ドイツ、中国、日本）を行うに至った。
また膨大な遺伝子情報や代謝物情報を臨床応用するには、高性能コンピュータが欠かせない（今でいうAI; 人工知能）として、当時国内で最初に稼働していた国立医薬品食品衛生研究所のCell Signaling Network DataBase（CSNDB）を活用して、国内でほとんど行われていなかったDNAチップ／マイクロアレイによる膨大な遺伝子情報からデータベースを用いて有効なパスウェイの抽出に成功している（一石の学位論文; 甲889号 京都府立医科大学 2001年）。
そのような業績が評価されたか、当時国内初の医工学の研究拠点であった東北大学先進医工学研究機構（TUBERO）に編入され、特別タスクリーダーに就任した。
それとほぼ同時に、当時国内初の国立大学院大学設立となった国立大学法人北陸先端科学技術大学院大学のバイオ分野であるマテリアルサイエンス学科の主任教授に就任した。
その後、寄付講座を東北大学に設立すべく産学連携にてモノ作りニッポン、技術立国ニッポンに賛同した国産企業の協力を得て、感染病態学/検査診断学教室に寄付講座的な研究チームを立ち上げ、医学部客員教授に就任した。当時は東北大学内に特任職が充分確立されていなかったが、実質的には予算もプロジェクトも数千万円規模で一石が独自で奔走して立ち上げた特任教授待遇のものであった。そしてUCLA医学部 Kopple教授とも連携、意見交換を行い、網羅的遺伝子解析の臨床応用についてデータ収集と解析に努め、さらに国際特許の出願に至った。
順風満帆に行くかに見えたプロジェクトであったが（一石はJAIST教授、TUBERO教授を兼務、東北大学医学部内に研究室設置）、突然のリーマンショックにより国産企業の総崩れ、企業研究所の解体や縮小がどんどん行われて、産学連携を基盤にしていたプロジェクトは継続が難しくなった。
そこで一石は「困った時は原点に立ち返る」をモットーに現在臨床現場の最前線に立ち戻っている。内視鏡件数は、総じて10,000例を超えており、現在の大学病院では看板診療科として日常診療現場において日々奔走している。
また現在は外来や内視鏡診療を行う傍ら、主に海外の国際会議の座長や招待講演、Keynoteスピーカーに招聘されて
、世界三大紳士録といわれているWho's who in the Worldに選出され2015年より毎回掲載されている。

## テレビ
- TBS「グッとラック！」
- フジテレビ「ホンマでっか！TV」
- フジテレビ「ノンストップ」
- テレビ朝日「グッド！モーニング」
- テレビ朝日「林修の今でしょ！講座」
- テレビ朝日「報道ステーション」

## ラジオ
- エフエム世田谷83.4MHz「えーろう先生の医師の上にも３年」毎月第二日曜日 23:00～[14]

## 講演実績
- 認知症ケア実践研究会（2019年）
- 沖縄大学地域研究所「未病という視点からの認知症予防」（2019年）
- 学校法人ミスパリ学園 ビューティ＆ウェルネス研究所（2021年）
- 築地本願寺 第2回安心シニアライフ　エンディングフェア（2022年）
- 築地本願寺 KOKOROアカデミー（2022年）[15]
- 神戸高校同窓会東京支部（2022年）
- 第26回日本統合医療学会学術大会（2022年）
- 第67回ふるさとひょうごふれあいセミナー（2023年）

## 著書
- 「医師が教える最強の温泉習慣」(2018年) 扶桑社BOOKS[16]
- 「日本人の遺伝子 ヒトゲノム計画からエピジェネティクスまで」（2018年）角川新書[17]
- 「琉球アジア研究　第一巻　第一号　 (Journal of Ryukyu Asian Studies)」（2019年）
- 「親子で考える「がん」予習ノート」（2020年）角川新書
- 「最新の研究でわかった人生を支配する真実　すべて遺伝子のせいだった!?」（2023年）アスコム

## 参考
1.国際医療福祉大学病院　医師案内
http://hospital.iuhw.ac.jp/doctor/shokakinaika/index.html